# Basket Ferrara 1989-1990
Il Basket Ferrara femminile 1989-1990 ha preso parte al campionato di Serie A1. Era sponsorizzata dall'Altamira.
Ripescata per la rinuncia dell'Oece Cavezzo, la squadra si è classificata al 16º posto della Serie A1 ed è retrocessa direttamente in Serie A2.

## Dirigenza
- Presidente: Domiziano Mezzadri
- Vicepresidente: Gianni Tumiati
- Direttore generale: Giuseppe Bonfiglioli
- Segreteria: Anna Maria Gnani
- Pubbliche relazioni: Guido Amatuzio